# Parafia św. Piotra i Pawła w Grzędzinie
Parafia św. Piotra i Pawła w Grzędzinie – parafia rzymskokatolicka w diecezji opolskiej, w dekanacie Łany.
Parafia liczy około 1500 wiernych mieszkających we wsiach: Dzielawy, Grzędzin, Jastrzębie, Łaniec, Mierzęcin, Ponięcice, Witosławice i Wronin.
Kościół w Grzędzinie jest jednym z największych w powiecie kędzierzyńsko-kozielskim.
W Ponięcicach znajduje się kościół filialny św Jacka.

## Historia
Parafia należy do jednych z najstarszych w diecezji opolskiej, prawdopodobnie z XIII wieku. Obejmowała ona rozległe terytorium pomiędzy parafiami: Modzurów, Polska Cerekiew i Maciowakrze. Pierwotny kościół miał dotrwać do XVI w. W latach 1551–1554 został wzniesiony w tym miejscu przez protestantów następny kościół. Od poł. XVII w. parafia znajduje się w rękach katolików. Obecny kościół pochodzi z 1874 r. Żywy był kult Najświętszej Marii Panny w obrazie Matki Boskiej Grzędzińskiej, sięgający początkiem wojen śląskich.

## Grupy parafialne
Orkiestra, Ministranci, Róże Różańcowe, III Zakon. 